# Bisdom Campo Limpo
Het bisdom Campo Limpo (Latijn: Dioecesis Campi Limpidi) is een rooms-katholiek bisdom met als zetel Campo Limpo Paulista, in Brazilië. Het bisdom is suffragaan aan het aartsbisdom São Paulo.

## Geschiedenis
Het bisdom werd opgericht op 15 maart 1989, uit delen van het aartsbisdom São Paulo. 

## Parochies
Het bisdom had in 2021 een oppervlakte van 1.560 km2 en telde 2.312.000 inwoners waarvan 91,4% rooms-katholiek was.

## Bisschoppen
- Emílio Pignoli (15 maart 1989 - 30 juli 2008)
- Luiz Antônio Guedes (30 juli 2008 - 14 september 2022)
- Valdir José de Castro (14 september 2022 - heden)

São Paulo (aartsbisdom) · Campo Limpo · Guarulhos · Mogi das Cruzes · Nossa Senhora do Líbano em São Paulo (maronieten) · Nossa Senhora do Paraíso em São Paulo (melkieten) · Osasco · Santo Amaro · Santo André · Santos · São Miguel Paulista